# Лосмапімод
Лосмапімод (англ. Losmapimod) — експериментальний лікарський препарат, розроблений компанією «Fulcrum Therapeutics» для лікування фасціоскапулогумеральної м'язової дистрофії та COVID-19. Препарат селективно інгібує ферменти p38α/β мітогенактивовані протеїнкінази, які є модуляторами експресії DUX4 і медіаторами запалення.

## Потенційна ефективність проти фасціоскапулогумеральної м'язової дистрофії
Біотехнологічна компанія зі штату Массачусетс «Fulcrum Therapeutics» виявила, що інгібітори p38α/β мітогенактивовані протеїнкінази є потужними супресорами експресії DUX4, десупресія яких вважається причиною виникнення фасціоскапулогумеральної м'язової дистрофії. Серед інгібіторів p38α/β мітогенактивоваих протеїнкіназ компанія вибрала лосмапімод як кращий кандидат для досліджень через його значні та привабливі доклінічні та клінічні дані попередніх клінічних досліджень, проведених компанією «GlaxoSmithKline».
Компанія «Fulcrum Therapeutics» виявила потенційну корисність інгібування p38 мітогенактивованих протеїнкіназ для лікування фасціоскапулогумеральної м'язової дистрофії. Незалежно дослідницька група Сент-Луїського університету прийшла до такого ж висновку. Дослідницька група університету виявила, що ізоформи p38α та p38β незалежно впливають на експресію DUX4, що вказує на потенційний виграш у дослідженні специфічного інгібування ізоформ (p38α або p38β), щоб збалансувати терапевтичний ефект із побічними ефектами.
Теоретичним обмеженням застосування лосмапімоду є те, що інгібування кінази р38 може порушити міогенез, що дає ефект, протилежний бажаному. Нідерландська фармацевтична компанія «Facio Therapies», яка розробляла власних кандидатів для лікування фасціоскапулогумеральної м'язової дистрофії, повідомила, що вони виключили інгібітори кінази p38 (включаючи лосмапімод) як кандидатів на клінічне дослідження, оскільки інгібітори кінази p38 призводили до порушення формування міотрубок на їх платформі для розробки ліків. Проте компанія «Fulcrum Therapeutics» виявила, що інгібування кінази р38 не порушує злиття міотрубки на рівнях, достатніх для зменшення активності DUX4.

## Графік клінічних досліджень
- Червень 2021: результати рандомізованого контрольованого клінічного дослідження фази IIb, яке отримало назву ReDUX4, показали статистично значуще уповільнення погіршення функції м'язів, хоча біомаркери були незмінними. Очікуються результати подальших досліджень.[9][10][11][12][13]
- У червні 2020 року компанія «Fulcrum Therapeutics» повідомила про звернення до FDA з метою розпочати клінічне дослідження лосмапімоду III фази для лікування COVID-19. Останні дані досліджень вказували на те, що інгібування p38 мітоген-активованих протеїнкіназ може дати терапевтичний ефект, можливо, шляхом зниження надмірної запальної відповіді після інфікування SARS-CoV-2.[1]
- Січень 2020: Компанія «Fulcrum Therapeutics» повідомила про отримання статусу орфанного препарату для лосмапімоду.
- Жовтень 2019: Компанія «Fulcrum Therapeutics» повідомила попередні результати І фази клінічного дослідження лосмапімоду першої фази. Пероральне застосування лосмапімоду продемонструвало стійку концентрацію препарату в м'язовій тканині, що доводить ефективність препарату у зниженні рівнів DUX4 у доклінічних дослідженнях in vitro.[14]

Квітень 2019: Компанія «Fulcrum Therapeutics» придбала у «GlaxoSmithKline» патентні права на лосмапімод.

## Історія створення
Лосмапімод синтезований в лабораторії компанії «GlaxoSmithKline», проте при його дослідженні компанії не вдалось довести ефективність лікування препаратом низки захворювань. Незважаючи на те, що не вдалося довести ефективність препарату, клінічні дослідження британської компанії на більш ніж 3500 особах показали, що лосмапімод, як правило, добре переноситься.
Компанія «GlaxoSmithKline» досліджувала ефективність лосмапімоду в лікуванні хворих після інфаркту міокарда. Незважаючи на позитивні результати II фази клінічних досліджень, клінічне дослідження IIIA фази (LATITUDE) не показало значного покращення клінічних результатів. У жовтні 2015 року компанія повідомила про скасування запланованого дослідження фази IIIB, але «оцінить усі варіанти майбутнього розвитку».
Компанія «GlaxoSmithKline» досліджувала лосмапімод як терапевтичний засіб для лікування хронічного обструктивного захворювання легень, але численні клінічні дослідження II фази не змогли показати, що лосмапімод покращує толерантність до фізичних навантажень, функцію легень, зменшення запалення артерій, та ендотеліальну функцію, а також не зуміла довести зниження частоти загострень ХОЗЛ. Британська компанія припинила дослідження лосмапімоду для лікування ХОЗЛ у 2016 році.
Компанія «GlaxoSmithKline» досліджувала ефективність лосмапімоду в лікуванні великого депресивного розладу на основі того, що депресія корелює з підвищенням рівня прозапальних цитокінів. Клінічні дослідження ІІ фази не показали значного зменшення симптомів депресії та біомаркерів запалення.